# Karlebys gånggrifter

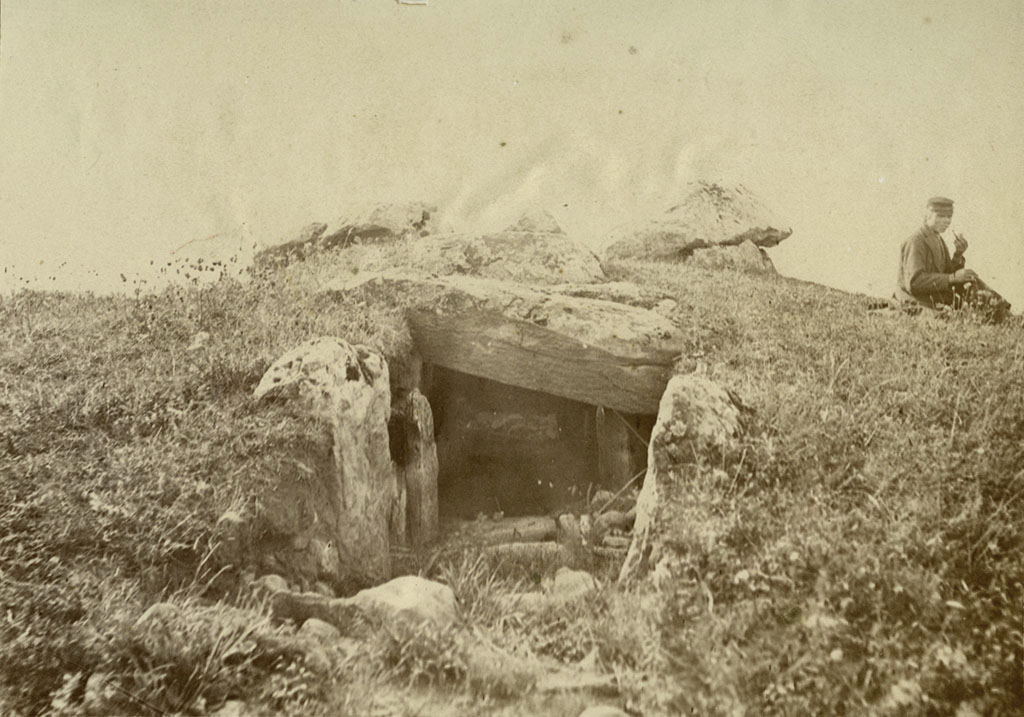
Klövagårdens gånggrift 1872.

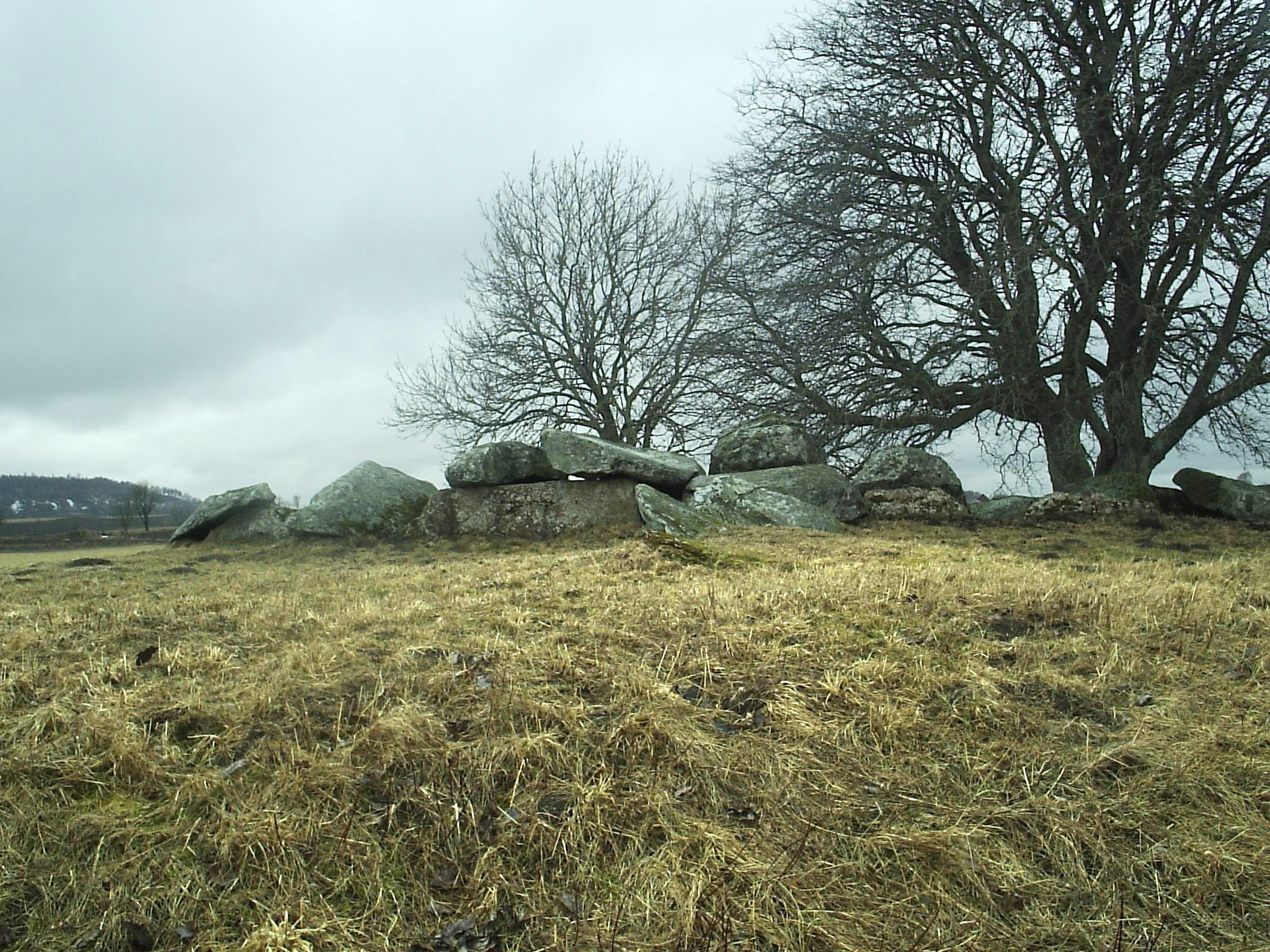
Skandinaviens största gånggrift Ragnvalds grav.

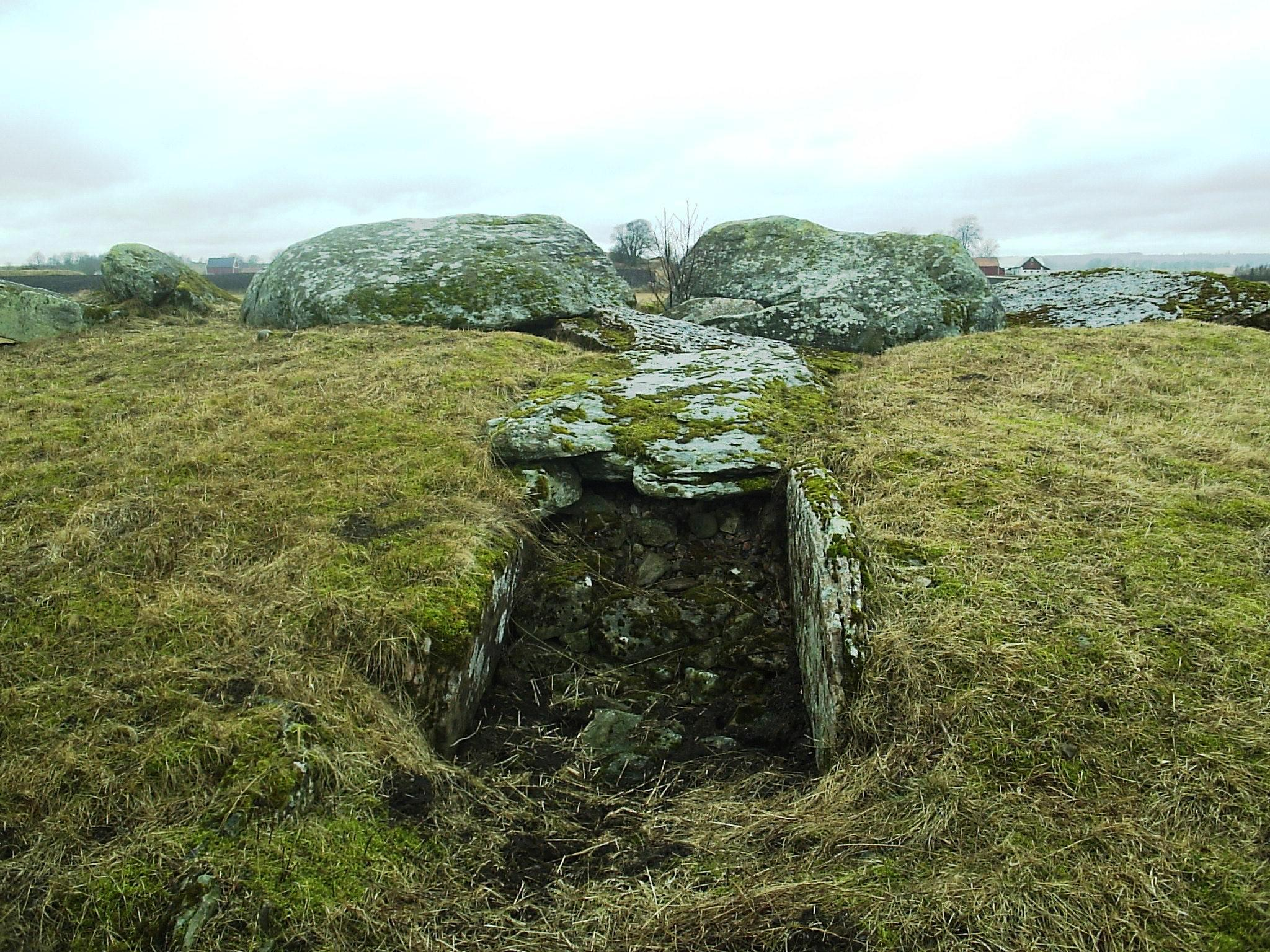
Gånggriften Logårds kulle.

Karlebys gånggrifter är en samling megalitgravar i Karleby socken i Falköpings kommun. De fem stora gånggrifterna är daterade till yngre stenåldern, omkring 3300 före Kristus. De ligger uppradade i åkerlandskapet väster om den väg som passerar den gamla radbyn Karleby långa norr om Karleby kyrka.
Gravarna är lagda i stora högar med kamrarna i nord-sydlig riktning och ingångarna åt öster. Takhällarna är täckta av ett stort antal skålgropar. I närheten finns ytterligare åtta gånggrifter och nio hällkistor.

## Klövagårdens gånggrift
Närmast norr om kyrkan ligger Klövagårdens gånggrift, vars kammare är 6 meter lång och 2,5 meter bred. Den är indelad i tre nischer. Över kammaren ligger tre takblock. Några takhällar fattas – förmodligen togs dessa bort i samband med att kvarnen byggdes. Gången till kammaren är 7 meter lång och 1,5 meter bred. 
Gånggriften är utgrävd av Oscar Montelius och Gustaf Retzius 1872. Man hittade en rad föremål och skelett från omkring 80 personer.

## Ragnvalds grav
Den mest imponernade gånggriften är Ragnvalds grav eller Ravarehögen som är Skandinaviens största. Gången in till kammaren är 11 meter lång och själva kammaren mäter 16 x 2,5 meter. Kammaren täcktes en gång av nio stora takblock, av vilka tre fortfarande ligger på plats. Högen som delvis täcker graven är 33 meter i diameter och nästan två meter hög. 
Gånggriften har aldrig blivit utgrävd, men föremål som flintskrapor och en flintyxa har hittats i den. Dessa fynd finns idag på Falbygdens museum.

## Logårds kulle
Norr om Ragnvalds grav ligger gånggriften Logårds kulle, uppkallade efter Logården på andra sidan vägen. Gånggriften är placerad på en oval hög som är 27 x 11 meter och 2 meter hög. Högen har i sin tur en antydan till mitthög. Även på denna gånggrift finns skålgropar inhuggna på ett par av takblocken. Kammaren är 11 meter lång och 2,5 meter bred. Över kammaren ligger sex takhällar. Ingången är 8 meter lång och 1,5 m bred. 
Logårds kulle undersöktes 1874 av Oscar Montelius och Gustaf Retzius. Man fann en pilspets i flinta, flintavslag, benprylar, genomborrade djurtänder och bärnstenspärlor, samt stora mängder ben från djur och människor. Efter den arkeologiska undersökningen lämnades gånggriften öppen, vilket fick till följd att den vittrade och delvis rasade samman. För att stabilisera konstruktionen har gånggriften fyllts med småsten.